# Алексеевский (Выгоничский район)
Алексе́евский (Алексеевка) — посёлок в Выгоничском районе Брянской области, в составе Хмелевского сельского поселения. Расположен в 4 км к югу от деревни Хмелево, у шоссе М13 Брянск—Гомель. Население — 280 человек (2010 год).

## История
Упоминается с начала XX века; до 2005 года входил в Хмелевский сельсовет (с 1940 года временно являлся его центром).
В период временного расформирования Выгоничского района — в Почепском (1932—1939 и 1963—1965), Брянском (1965—1977) районе.
| Годы      | 1926 | 1979 | 1989 | 2002 | 2010 |
| --------- | ---- | ---- | ---- | ---- | ---- |
| Население | 254  | 249  | 273  | 275  | 280  |